# Marocká královská rodina
Marocká královská rodina z alawitské dynastie panuje v marockém království od roku 1666.
Mezi současné členy rodiny patří:
- JV Král Mohamed VI.
- JKV princezna lalla Salma
  - JKV korunní princ Mulaj Hassan
  - JKV princezna Lalla Chadiža
- JKV princezna Lalla Asma
- JKV princezna Lalla Hasna
- JKV princezna Lalla Merjem
- JKV princ Mulaj Rašid
- JKV princ Mulaj Hišam

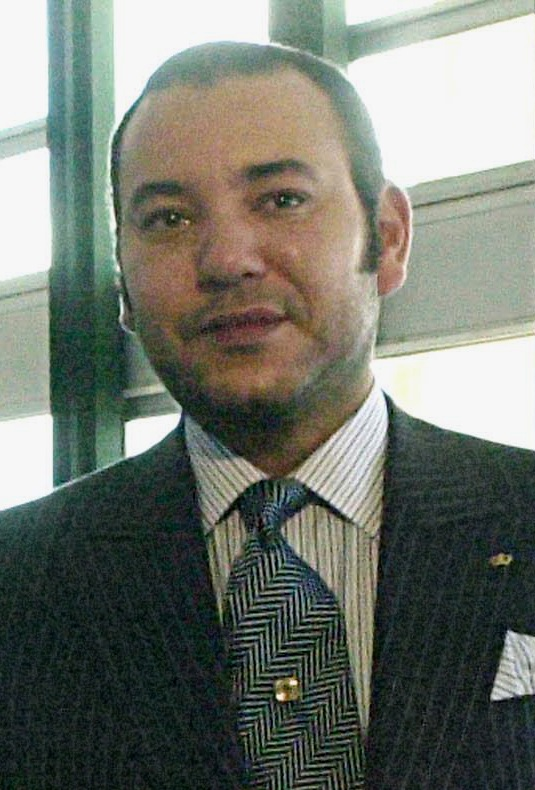
Marocký král Mohammed VI.
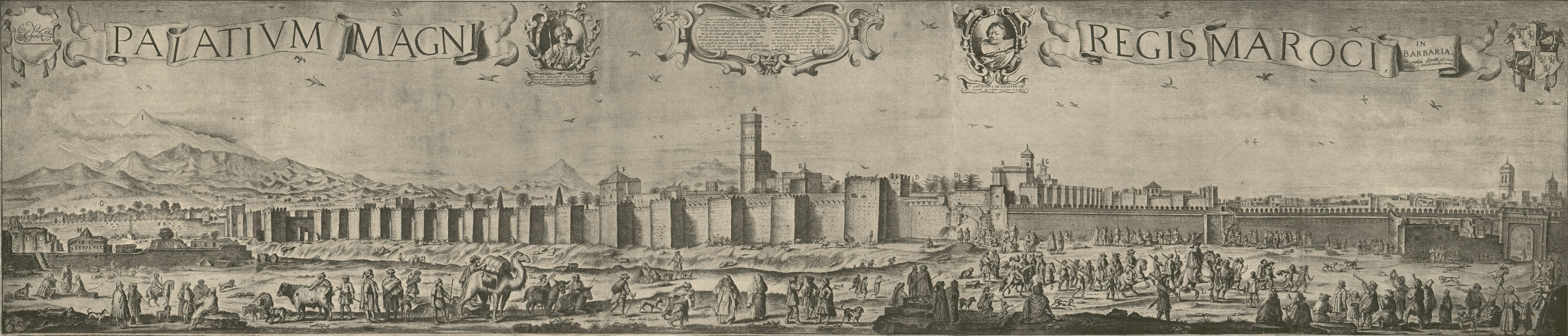
Královský palác El Badi (1640)
Státní znak Maroka